# Hyloscirtus psarolaimus
Hyloscirtus psarolaimus är en groddjursart som först beskrevs av William Edward Duellman och Hillis 1990.  Hyloscirtus psarolaimus ingår i släktet Hyloscirtus och familjen lövgrodor. IUCN kategoriserar arten globalt som starkt hotad. Inga underarter finns listade i Catalogue of Life.